# Liste der Biografien/Stun
Liste der Biografien |
Portal Biografien |
Personensuche
# |
A |
B |
C |
D |
E |
F |
G |
H |
I |
J |
K |
L |
M |
N |
O |
P |
Q |
R |
S |
T |
U |
V |
W |
X |
Y |
Z |
?
 
Sa |
Sb |
Sc |
Sd |
Se |
Sf |
Sg |
Sh |
Si |
Sj |
Sk |
Sl |
Sm |
Sn |
So |
Sp |
Sq |
Sr |
Ss |
St |
Su |
Sv |
Sw |
Sy |
Sz
 
Sta |
Ste |
Sth |
Sti |
Stj |
Stl |
Sto |
Str |
Sts |
Stt |
Stu |
Stv |
Stw |
Sty
 
Stua |
Stub |
Stuc |
Stud |
Stue |
Stuf |
Stug |
Stuh |
Stui |
Stuj |
Stuk |
Stul |
Stum |
Stun |
Stup |
Stur |
Stus |
Stut |
Stuu |
Stuv |
Stuw |
Stux |
Stuy
Die Liste der Biografien führt alle Personen auf, die in der deutschsprachigen Wikipedia einen Artikel haben. Dieses ist eine Teilliste mit 29 Einträgen von Personen, deren Namen mit den Buchstaben „Stun“ beginnt.

## Stun

### Stund
- Stunde, Harald (1899–1942), estnischer Flugpionier
- Stündeck, Andreas († 1810), deutscher Jurist, Syndikus des Klosters Kamp und Hofrat in der Landesregierung des Fürstentums Salm
- Stündel, Dieter H. (* 1947), deutscher Literaturwissenschaftler und Journalist
- Stundl, Rudolf (1897–1990), österreichischer Musterentwerfer, Tapisserist, Erfinder der Pommerschen Fischerteppiche
- Stundys, Valentinas (* 1960), litauischer Lehrer und Politiker
- Stundytė, Aušrinė (* 1976), litauische Sängerin (Sopran)

### Stune
- Stunell, Andrew (1942–2024), britischer Politiker (Liberal Democrats), Unterhausabgeordneter und Peer

### Stung
- Stungys, Kęstutis Juozas (1940–2014), litauischer Strafrechtler, Rechtsanwalt und Dozent, Leiter des nationalen Juristenvereins Litauens (LTD)

### Stunk
- Stunkard, Albert (1922–2014), US-amerikanischer Psychiater
- Stunkard, Horace Wesley (1889–1989), US-amerikanischer Zoologe und Parasitologe
- Stünke, Eva (1913–1988), Kunsthistorikerin, Gründerin und Eigentümerin der Kölner Galerie Der Spiegel
- Stünke, Hein (1913–1994), deutscher Kunsthändler, Kunstsammler und Kurator
- Stünkel, Franziska (* 1973), deutsche Filmregisseurin, Drehbuchautorin und FotokünstlerinFranziska Stünkel (* 1973)

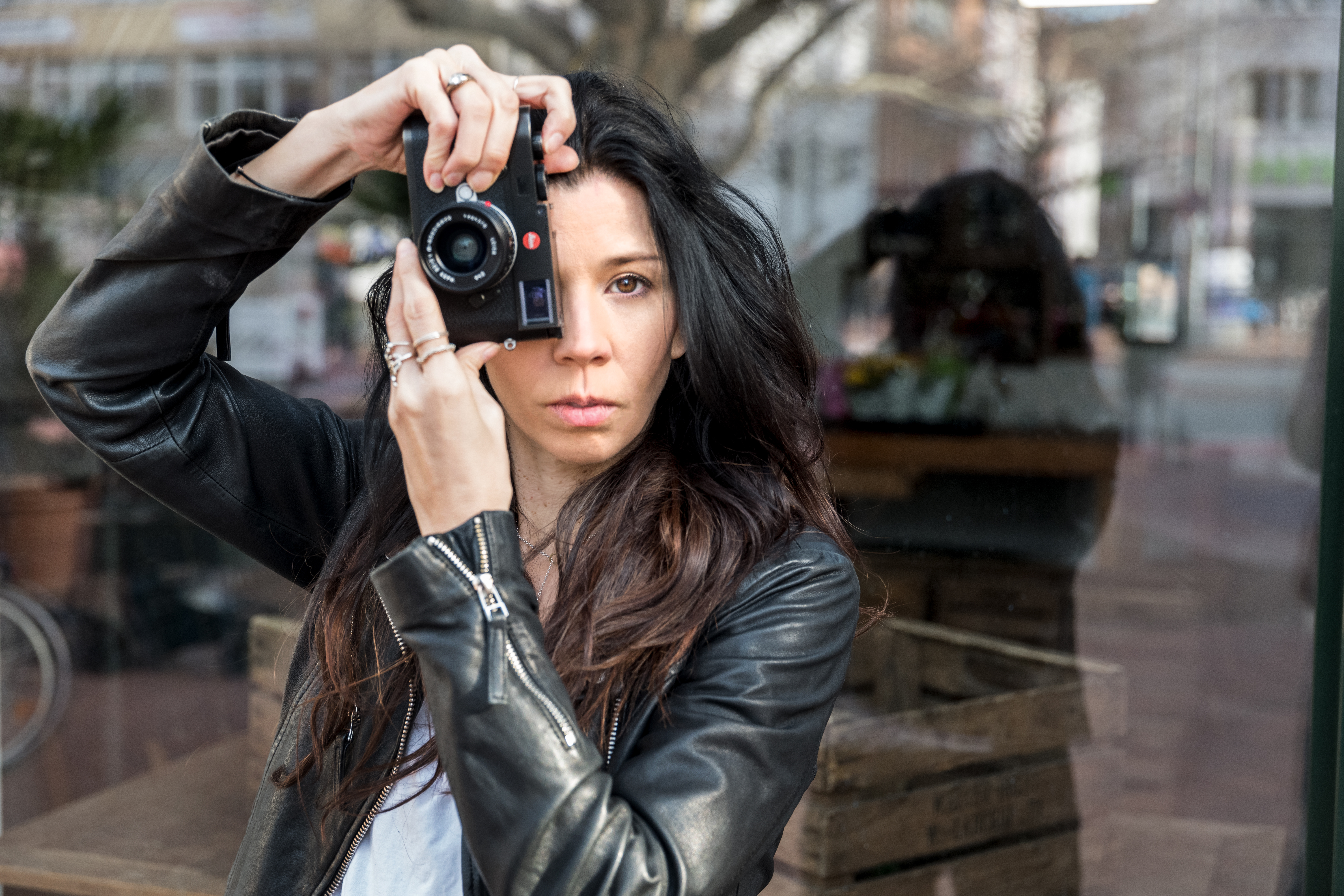
Franziska Stünkel (* 1973)

- Stünkel, Hermann (* 1870), deutscher Kunstmaler und Königlicher Hofdekorationsmaler und Unternehmer
- Stünkel, Joachim (* 1952), deutscher Politiker (CDU), MdL
- Stünkel, Johann Georg, deutscher Hüttenschreiber, Obereisenhütteninspektor und Oberbergrat
- Stunkel, Kathy Rinaldi (* 1967), US-amerikanische Tennisspielerin
- Stünkel, Konrad Heinrich (1763–1826), braunschweigischer Oberbergrat
- Stünkel, Regine, deutsche Moderatorin
- Stünkel, Rolf (* 1954), deutscher Schriftsteller, Fotograf und ehemaliger Kampf- und Verkehrspilot
- Stünkel, Wilhelm († 1856), deutscher Manufakturleiter
- Stünker, Joachim (* 1948), deutscher Politiker (SPD), MdB

### Stunt
- Stuntz, Joseph Hartmann (1792–1859), Schweizer Komponist, Chorleiter und Kapellmeister

### Stuny
- Stunyo, Jeanne (* 1936), US-amerikanische Wasserspringerin

### Stunz
- Stünzi, Christa (* 1986), Schweizer Politikerin (GLP)
- Stünzner, August Wilhelm (1777–1835), sächsischer Generalmajor
- Stünzner, Karl Ewald von (1807–1891), preußischer Verwaltungsjurist und Landrat
- Stünzner, Karl von (1839–1914), preußischer General der Kavallerie
- Stünzner-Karbe, Karl von (1872–1934), deutscher Gutsbesitzer und Politiker (DNVP), MdL